# Biserica Sfântul Nicolae din Pitești
Biserica Sfântul Nicolae din Pitești-Monument istoric și de arhitectură de valoare națională,distrusă în 1962 de regimul comunist și nereconstruită.
```
                                             Dr.Ing.-L.L.M. Dan Florian Samarescu
```

La 23 aprilie 1962,în perioada detenției ultimului preot paroh a bisericii,preotul Florian I.Samarescu,a fost transmis Comitetului executiv al Sfatului popular al regiunii Argeș,HCM-ul nr.387 având conținutul : 
"Se aprobă scoaterea din lista monumentelor de cultură de pe teritoriul R.P.R.a bisericii Sfântul Nicolae din Pitești,anexată la H.C.M. nr.1160 din 1955(semnat-Președintele Consiliului de miniștri,Ion Gheoghe Maurer).La 26 aprilie 1962 ,Sfatul Popular al Regiunii Argeș(președinte I.Sandu)a trimis hotărârea Sfatului Popular al orașului Pitești.În iulie 1962 Biserica Sfântul Nicolae a fost demolată.
Istoria orașului și a bisericii,istorie de peste două secole se încheia tragic.Odată cu Biserica a fost demolat centrul orașului,străzile Neagoe Basarab(strada Mare) și strada Domnița Bălașa.
În cartea "Ansamblul urban medieval Pitești" scrisă de Eugenia Greceanu în 1982,se prezintă și istoria Bisericii Sfântul Nicolae,fosta catedrală a orașului .Biserica Sfântul Nicolae a fost refăcută în 1812 ,pe locul unei biserici mai vechi de zid,din secolul XVIII.Cea mai veche carte de slujbă donată bisericii datează din 1743.Biserica a fost distrusă de cutremurul din 1802 și refăcută în 1812.A ars în 1848 ,împreună cu Ulița Mare și a fost reconstruită ,mărită și impunătoare,la a treia zidire din 1864,când a fost sfințită.În grădina de brazi din preajma bisericii ,se afla bustul din bronz al lui Ion C.Brătianu.Biserica era pictată de Gheorghe Tatarascu și dăruită de M.S.Regele Carol I.
La 30 aprilie 1878 ,a fost oficiat primul Te-Deum de recunoștință penru victoriile din Războiul de Independență,în prezența domnitorului Carol și defilării regimentului de dorobanți.Domnitorul Carol a dăruit bisericii un policandru de valoare cu inscripția "Carol I al României închină Bisericii din orașul Pitești cu hramul Sfântul și Făcătorul de minuni Nicolae,acest odor ,în amintirea zilelor de 9 mai 1866,10 mai 1878,14 decembrie 1877-ziua reîntoarcerii acasă după izbânzile din Bulgaria.
Biserica avea un ceas mare în turlă, fiind denumită și "Biserica cu ceas"
Biserica a fost o redută a luptei anticomuniste,luptătorul în rezistență Apostol ,găsind adăpost în această biserică,până la arestarea sa.Biserica avea icoane aurite de valoare și o pictură impresionantă în tinda de la intrare.
Cum se arată în cartea citată,în 1883 Grigore  Tocilescu,citează biserica datând din 1848,însă pisania consemnă reclădirea ei," cu cheltuiala mahalagiilor și ajutorul creștinilor" în 1812,a unei biserici mai vechi,ce se află mică și prăpădită de cutremur.
Biserica Sfântul Nicolae n-a fost reconstruită până acum.Se impune reconstruirea ei.